# Yser
Yser (nederlandsk: IJzer, fransk: Yser) er en flod som udspringer i Fransk Flandern (i det nordlige Frankrig), løber ind i den belgiske provins Vestflandern og flyder ud i Nordsøen ved byen Nieuwpoort.
Yser udspringer i Buysscheure (Buisscheure), i departementet Nord i det nordlige Frankrig. Den løber gennem Bollezeele (Bollezele), Esquelbecq (Ekelsbeke), Bambecque (Bambeke) og omkring 30 km af dens 78 km løb er i Frankrig inden den løber ind i Belgien. Den flyder derpå gennem Diksmuide og udmunder i Nordsøen ved Nieuwpoort.
Under slaget ved Yser i 1. Verdenskrig blev sluserne åbnet, så en del af polderen vest for Yser blev oversvømmet med havvand mellem Nieuwpoort og Diksmuide for at skabe en forhindring for den fremrykkende tyske armé og holde det vestligste Belgien fri for tysk besættelse. Yser floden selv gik aldrig over sine bredder.

## Bifloder
- Peene Becque (Penebeek)
- Sale Becque (Vuilebeek)
- Ey Becque (Heidebeek)
- Zwyne Becque (Zwijnebeek)